# Stockholm Knockout Live
Stockholm Knockout Live er et livealbum fra metalbandet Children of Bodom fra 2006.

## Indhold

### CD
1. "Living Dead Beat"
2. "Sixpounder"
3. "Silent Night, Bodom Night"
4. "Hate Me!"
5. "We're Not Gonna Fall"
6. "Angels Don't Kill"
7. "Deadbeats I" (Trommesolo)
8. "Bodom After Midnight / Bodom Beach Terror" (medley)
9. "Follow the Reaper"
10. "Needled 24/7"
11. "Clash of the Booze Brothers" (solo battle)
12. "In Your Face"
13. "Hate Crew Deathroll"
14. "Are You Dead Yet?"
15. "Roope Latvala Guitar Solo"
16. "Lake Bodom"
17. "Everytime I Die"
18. "Downfall"

### DVD
1. "Living Dead Beat"
2. "Sixpounder"
3. "Silent Night, Bodom Night"
4. "Hate Me!"
5. "We're Not Gonna Fall"
6. "Angels Don't Kill"
7. "Deadbeats I" (Trommesolo)
8. "Bodom After Midnight / Bodom Beach Terror" (medley)
9. "Follow the Reaper"
10. "Needled 24/7"
11. "Clash of the Booze Brothers" (solo battle)
12. "In Your Face"
13. "Hate Crew Deathroll"
14. "Are You Dead Yet?"
15. "Roope Latvala Guitar Solo"
16. "Lake Bodom"
17. "Everytime I Die"
18. "Downfall"

### Ekstra materiale
- Chaos Ridden Years: Children of Bodom dokumentar
- Tilblivelsesprocessem af Stockholm Knockout Live
- Slettede scener
- Fotogalleri